# Pseudogramma xantha
Pseudogramma xantha är en fiskart som beskrevs av Randall, Baldwin och Williams 2002. Pseudogramma xantha ingår i släktet Pseudogramma och familjen havsabborrfiskar. Inga underarter finns listade i Catalogue of Life.